# Botanischer Garten (Krakau)

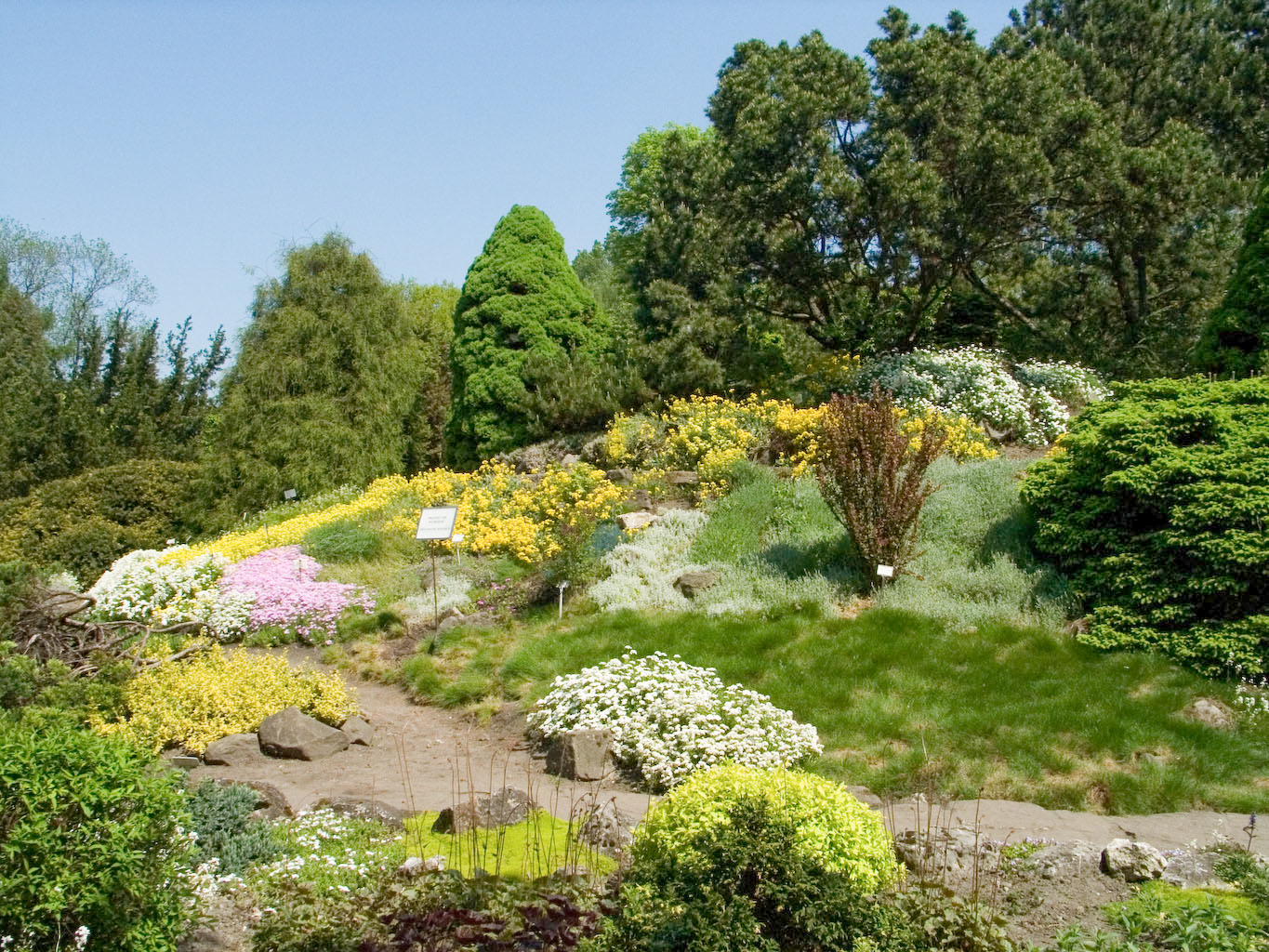
Botanischer Garten, Krakau

Der Botanische Garten der Jagiellonen-Universität (polnisch: Ogród Botaniczny Uniwersytetu Jagiellońskiego) wurde 1783 in Krakau im Osten der Altstadt eingerichtet und liegt im heutigen Stadtbezirk II Grzegórzki (Stadtteil Wesoła), Kopernika-Straße 27. Die Einrichtung umfasst 9,6 Hektar Land.

## Geschichte
An der Jagiellonen-Universität wurde ab Ende des 16. Jahrhunderts Botanik unterrichtet, nur fehlte der Universität ein eigener Garten. Casimir Stepkowski stellte 1756 Gelder zur Vorbereitung eines solchen Universitätsgartens zur Verfügung. Die Einrichtung selbst wurde 1783 als Lehrmittel der Fakultät für Chemie und Naturkunde ins Leben gerufen und ist damit der älteste noch bestehende Botanische Garten in Polen. Das erste Glashaus entstand 1787. Das Gebiet wurde 1800 nach Krakau mit der Vorstadt Wesoła eingemeindet.
Die Fläche der Gärten wurde mehrmals vergrößert. Die letzte Vergrößerung erfolgte in den 1950ern.

### Gebäude
Der früheste Glashauskomplex, „Victoria“, wurde im 19. und 20. Jahrhundert neu aufgebaut. 1882 wurde das Palmenhaus eingerichtet. 1954 wurde ein besonderes Glashaus für Orchideen eingerichtet.
Das Verwaltungs- und Arbeitsgebäude wurde von 1788 bis 1792 errichtet. Es diente auch als meteorologische Messstation und wurde 1859 renoviert. Hier arbeiteten der Mathematiker und Astronom Jan Śniadecki sowie der Astronom Tadeusz Banachiewicz. Das heute Collegium Śniadeckiego genannte Gebäude beherbergt inzwischen das Botanische Institut Krakaus. Am 1. April 1784 starteten J. Śniadecki und J. Jaskiewicz von hier einen Forschungsflug im Ballon.

### Sammlungen
Mitte des 19. Jahrhunderts begann die Einrichtung einer umfassenden Sammlung an Orchideen und weiteren Pflanzen, zu denen die Zentral- und Südamerikareisen des Botanikers Józef Warszewicz (1812–1866) viel beitrugen. Mit etwa 500 Orchideenarten ist dies aktuell die älteste und größte Orchideensammlung Polens.
Die aktuelle Sammlung umfasst insgesamt etwa 5.000 Arten aus der ganzen Welt. Dazu zählen fast 1.000 Bäume und Sträucher sowie über 2.000 in Gewächshäusern untergebrachte Pflanzenarten. Das als Park ausgeführte Arboretum mit der Sammlung an Bäumen und Sträuchern nimmt den Großteil der Fläche der Einrichtung in Anspruch. Hier findet sich eine wichtige Sammlung an Ahorn- und Eichenbäumen, darunter die etwa 230 Jahre alte „Jagiellonianische Eiche“ (Quercus robur).
1976 wurden die Botanischen Gärten von Krakau in den Denkmalstatus erhoben.

## Öffnungszeiten
Die Botanischen Gärten sind der Öffentlichkeit nur während der Sommermonate von Mitte April bis Mitte Oktober zugänglich.